# Dörfles-Esbach
Dörfles-Esbach este o comună aflată în districtul Coburg, landul Bavaria, Germania.